# Tradescantia llamasii
Tradescantia llamasii là một loài thực vật có hoa trong họ Commelinaceae. Loài này được Matuda miêu tả khoa học đầu tiên năm 1955.